# ヘステル・ヤスペル
ヘステル・ヤスペル（Hester Jasper、女性、2001年5月7日 - ）は、オランダの女子バレーボール選手。オランダ代表。

## 来歴

### クラブチーム
スネーク出身。2016年、VC Sneekへ入団。2019年、ドイツブンデスリーガのVfB Suhl Lotto Thüringenに加入。2020/21シーズンはアリアンツ MTV シュトゥットガルトに移籍し、2021/22シーズンのブンデスリーガとドイツカップで優勝を果たした。2022/23シーズンは同じブンデスリーガのSCポツダムに移籍し、ブンデスリーガ準優勝、欧州チャンピオンズリーグに出場した。2023/24シーズンからはドレスナーSCでプレーする。

### 代表チーム
アンダーカテゴリーの代表として2017年、U-20世界選手権で6位となった。2018年、シニア代表に初選出された。2019年のネーションズリーグでデビューした。

## 人物
同じくバレーボール選手であるマリット・ヤスペルは実姉である。

## 球歴
- ネーションズリーグ - 2019年、2021年、2023年

## 所属クラブ
- VC Sneek（2016-2019年）
- VfB Suhl Lotto Thüringen（2019-2020年）
- アリアンツ MTV シュトゥットガルト（2020-2022年）
- SCポツダム（2022-2023年）
- ドレスナーSC（2023-2024年)
- PAOK（2024-)